# Secret Obsession
Secret Obsession ist ein US-amerikanischer Psychothriller aus dem Jahr 2019, der von Peter Sullivan gedreht und von Sullivan und Kraig Wenman geschrieben wurde. Es wurde am 18. Juli 2019 von Netflix veröffentlicht.

## Handlung
Jennifer wacht im Krankenhaus auf und kann sich an nichts mehr erinnern. Ihr Ehemann Russell ist an ihrer Seite. Während Russell sich um sie kümmert, um Jennifer in ihr früheres Leben zurückzuholen, untersucht Detective Page den nach wie vor merkwürdigen Fall. Mit der Zeit kehren Jennifers Erinnerungen zurück und enthüllen, dass der vermeintliche Ehemann nicht wirklich ihr Ehemann ist.

## Drehorte
Wesentliche Aufnahmen entstanden in Pomona und Malibu.